# Пам'ятки культурної спадщини Коропецької громади
У статті наведений перелік об'єктів культурної спадщини Коропецької громади Чортківського району Тернопільської области України.

## Пам'ятки археології
| №  | Назва                             | Дата                                                                                       | Адреса                                                                                                 | Охоронний номер | Документ про взяття на облік                                                    |
| -- | --------------------------------- | ------------------------------------------------------------------------------------------ | --- | --------------- | ------------------------------------------------------------------------------- |
| 1  | Стоянка Вістря І                  | пізній палеоліт (40—10 тис. років тому);                                                   | с. Вістря, південно-східні околиці                                                                     | 2602            | Рішення виконкому Тернопільської обласної ради від 14.07.1989 № 162             |
| 2  | Городище Коропець І               | давньоруський час Х-ХІІІ ст.                                                               | смт Коропець, урочище “Городище                                                                        | 536             | Рішення виконкому Тернопільської обласної ради від 22.03.1971 № 147             |
| 3  | Городище Коропець ІІ              | давньоруський час (Х-ХІІІ ст.)                                                             | смт Коропець, урочище “Ліс Замчисько”                                                                  | 2654            | Рішення виконкому Тернопільської обласної ради від 14.07.1989 № 162             |
| 4  | Стоянка та поселення Коропець ІІІ | пізній палеоліт (40-10 тис. років тому); трипільська культура (IV-кінець ІІІ тис. до н.е.) | смт Коропець, урочище “Красна”, правий берег р. Коропець                                               | 2655            | Наказ управління культури обласної державної адміністрації від 18.10.2005 № 112 |
| 5  | Стоянка Коропець IV               | пізній палеоліт (40-10 тис. років тому);                                                   | смт Коропець, урочище “Цегельня”, правий берег р. Коропець                                             | 2653            | Наказ управління культури обласної державної адміністрації від 18.10.2005 № 112 |
| 6  | Стоянка та поселення Коропець V   | пізній палеоліт (40-10 тис. років тому); трипільська культура (IV-кінець ІІІ тис. до н.е.) | смт Коропець, урочище “Ганова могила”, правий берег р. Коропець                                        | 2649            | Наказ управління культури обласної державної адміністрації від 18.10.2005 № 112 |
| 7  | Поселення Коропець VI             | трипільська культура (IV-кінець ІІІ тис. до н.е.)                                          | смт Коропець, північна частина селища, правий берег р. Коропець                                        | 2650            | Наказ управління культури обласної державної адміністрації від 18.10.2005 № 112 |
| 8  | Стоянка та поселення Коропець VII | пізній палеоліт (40-10 тис. років тому); трипільська культура (IV-кінець ІІІ тис. до н.е.) | смт Коропець, урочище “Загнилець”                                                                      | 2651            | Рішення виконкому Тернопільської обласної ради від 14.07.1989 № 162             |
| 9  | Поселення Коропець VIII           | трипільська культура (IV-кінець ІІІ тис. до н.е.)                                          | смт Коропець, південно-східна частина селища, лівий берег р. Коропець, при впадінні в р. Дністер       | 2652            | Наказ управління культури обласної державної адміністрації від 18.10.2005 № 112 |
| 10 | Поселення Коропець IX             | трипільська культура (IV-кінець ІІІ тис. до н.е.)                                          | смт Коропець, правий берег р. Коропець, на південь від Коропця VIII                                    | 2648            | Наказ управління культури обласної державної адміністрації від 18.10.2005 № 112 |
| 11 | Поселення Коропець Х              | трипільська культура (IV-кінець ІІІ тис. до н.е.)                                          | смт Коропець, південно-східна частина селища, лівий берег р. Дністер, на південний схід від Коропця ІХ | 2656            | Наказ управління культури обласної державної адміністрації від 18.10.2005 № 112 |
| 12 | Поселення Коропець ХІ             | трипільська культура (IV-кінець ІІІ тис. до н.е.)                                          | смт Коропець, урочище “Рогачин”, правий берег р. Коропець                                              | 2657            | Наказ управління культури обласної державної адміністрації від 18.10.2005 № 112 |
| 13 | Поселення Коропець ХІІ            | культура Ґава-Голігради (ІІІ – І тис. до н. е.)                                            | смт Коропець, вул. Дворського, що в південно-східних околицях села, по правому березі р. Коропець      | 1897            | Наказ управління культури обласної державної адміністрації від 29.10.2012 № 149 |

## Пам'ятки архітектури
| №  | Назва                                               | Дата             | Адреса       | Охоронний номер | Документ про взяття на облік                                      |
| -- | --------------------------------------------------- | ---------------- | ------------ | --------------- | ----------------------------------------------------------------- |
| 1. | Дзвіниця церкви Успіння Пресвятої Діви Марії (дер.) | XVIII-XIX ст.    | смт Коропець | 1256            | розпорядження голови ОДА від 04.04.1997 р. №147                   |
| 2. | Костел св. Миколая (мур.)                           | кінець XVIII ст. | смт Коропець | 1257            | розпорядження голови ОДА від 04.04.1997 р. №147                   |
| 3. | Церква Успіння Пресвятої Богородиці                 | 1772 р.          | смт Коропець | 2139            | рішення Тернопільського ОВК від 06.10.1994 р. № 44                |
| 4. | Палац графа Бадені (мур.)                           | 1864 р.          | смт Коропець | 58              | рішення Тернопільського облвиконкому від 05 грудня 1986 року №343 |

## Пам'ятки монументального мистецтва
| № | Назва                                                                            | Дата    | Адреса       | Охоронний номер | Документ про взяття на облік                                                                 |
| - | -------------------------------------------------------------------------------- | ------- | ------------ | --------------- | -------------------------------------------------------------------------------------------- |
| 1 | Пам’ятник Марку Каганцю, який загинув у боротьбі за виборче право 6. 02. 1908 р. | 1994 р. | смт Коропець | 1365            | Розпорядження Голови Тернопільської обласної державної адміністрації від 26.05.1997 р. № 209 |
| 2 | Пам’ятник поету, письменнику, художнику Шевченку Тарасу Григоровичу              | 1996 р. | смт Коропець | 1338            | Розпорядження Голови Тернопільської обласної державної адміністрації від 26.05.1997 р. № 209 |